# Fios de ovos

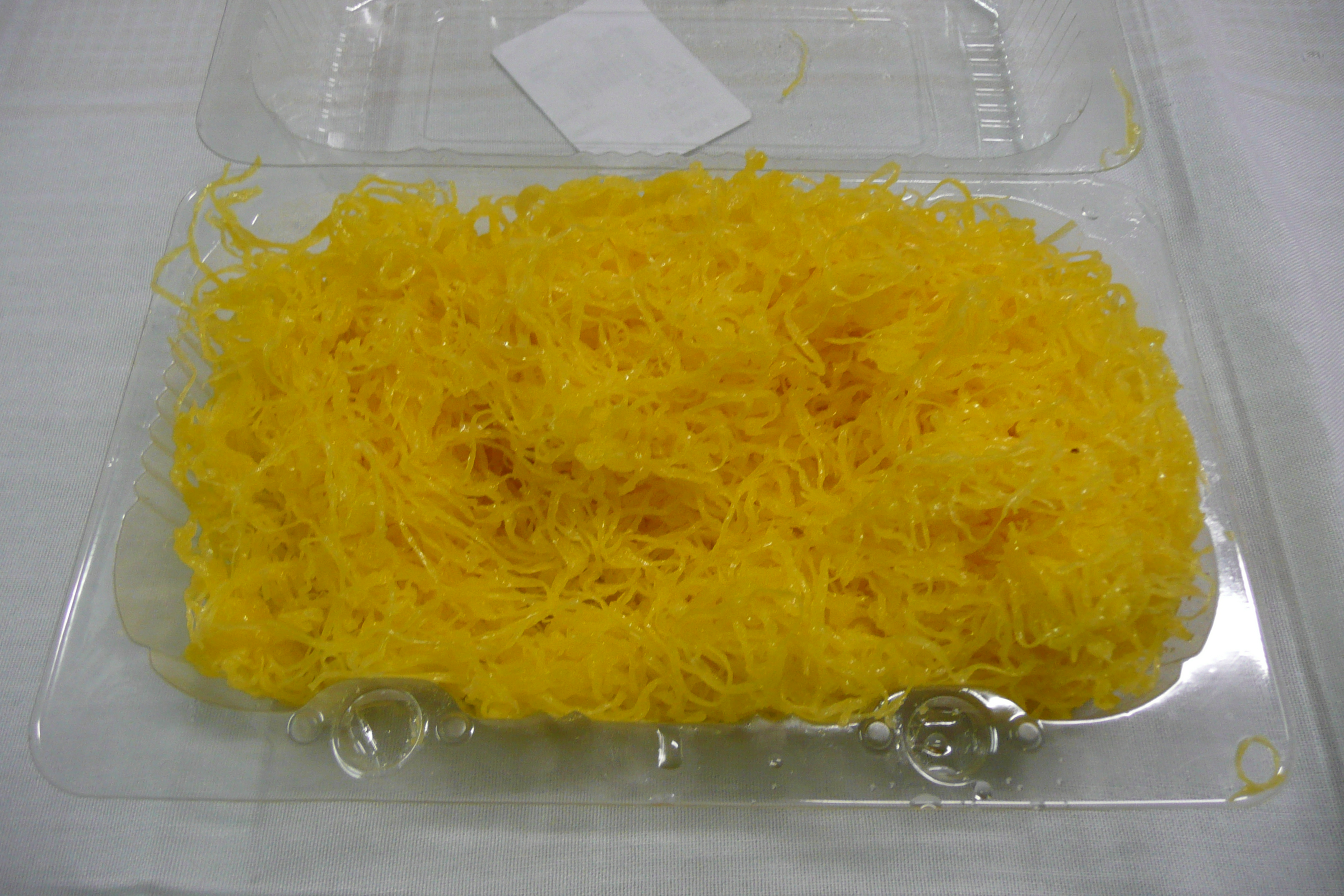
Fios de ovos in Brasilien.

Engelshaar (portugiesisch fios de ovos, „Eifäden“) ist eine traditionelle portugiesische Süßspeise der Doçaria Conventual. Sie wird aus Eiern (hauptsächlich Eidottern) hergestellt, welche in dünne Fäden gezogen und in Zucker-Sirup gekocht werden. Sie sind ein traditionelles Element der portugiesischen und brasilianischen Küche, wo sie sowohl als Dessert als auch als Beilage Verwendung finden.
Die Zubereitung wird in  Spanien auch als huevo hilado („gesponnenes Ei“), in Japan als keiran sōmen (鶏卵素麺, „Hühnerei-Nudeln“), in Kambodscha als vawee, und in Thailand als foi thong („goldene Strähnen“) bezeichnet.

## Geschichte

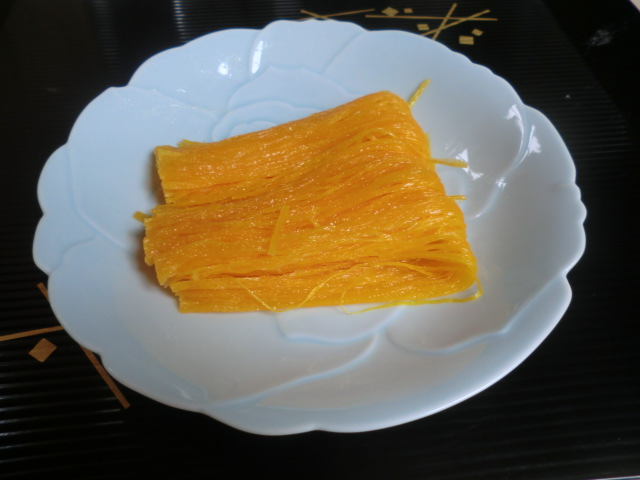
Keiran sōmen in Fukuoka, Japan

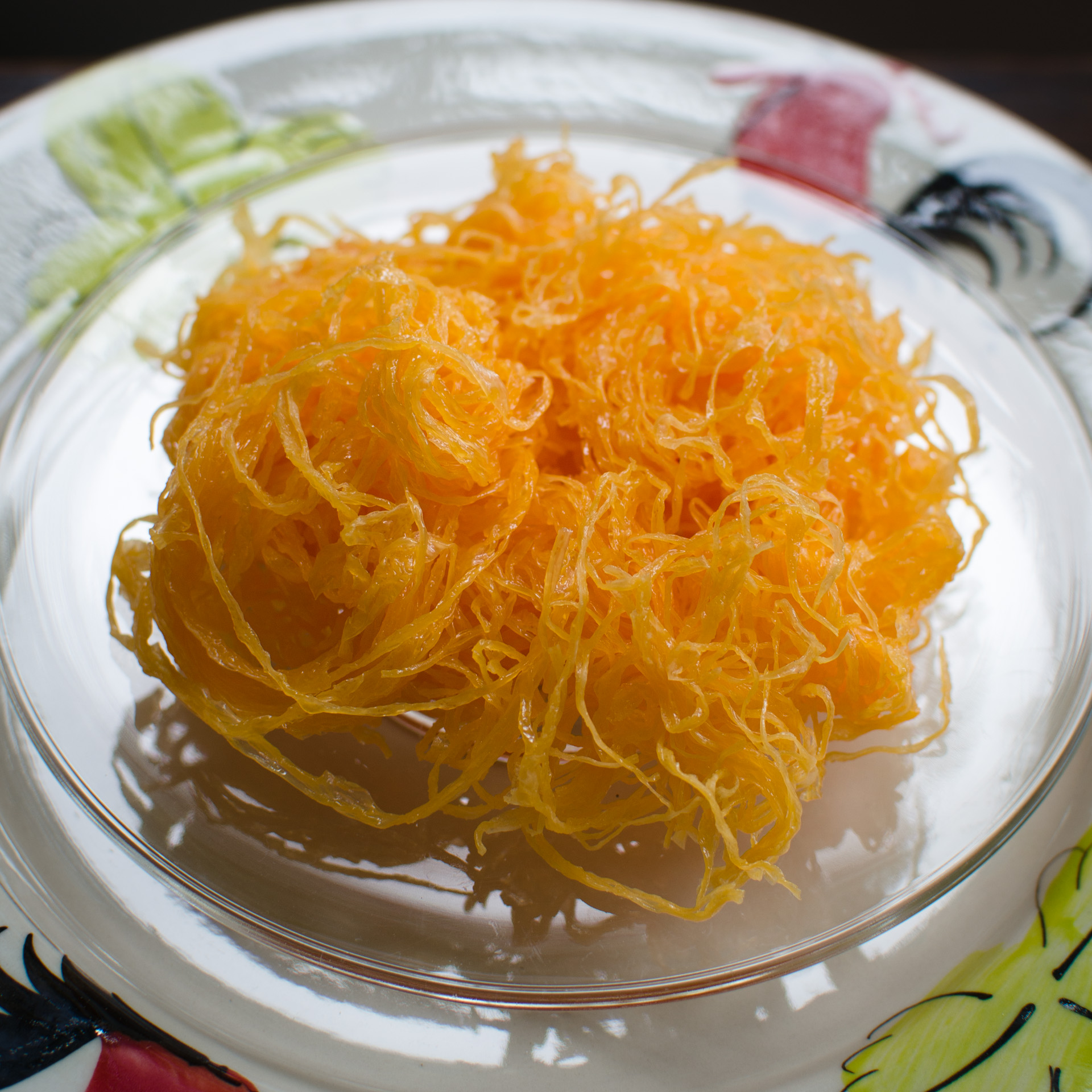
Foi thong in Thailand

Wie für andere portugiesische Eier-Süßspeisen wird angenommen, dass fios de ovos von portugiesischen Mönchen und Nonnen um das 14. oder 15. Jahrhundert herum erfunden wurde. Das Waschen von Wäsche war eine in Konventen und Klostern häufig durchgeführte Aufgabe. Durch die Nutzung von Eiklar zum Stärken der Kleidung wurde ein hoher Überschuss von Eigelb erzeugt. Das Rezept gelangte möglicherweise zwischen dem 16. und 18. Jahrhundert durch portugiesische Entdecker nach Japan und Thailand.

## Verwendung
In Portugal und Brasilien wird fios de ovos oft in Füllungen und Dekoration von Kuchen und anderen Desserts verwendet, oder als Beilage zu sowohl süßen als auch herzhaften Speisen. Es wird darüber hinaus zusammen mit Dosenobst zum  Weihnachtstruthahn serviert.  In Japan werden sie als Dessert-Röllchen (wagashi) unter der Bezeichnung keiran sōmen (dünne Eigelbnudeln) serviert.

## Zubereitung
Rezepte für fios de ovos benötigen generell Eigelb und Eiweiß im ungefähren Verhältnis 12:1. Diese werden dann zusammen verrührt und mehrmals durch ein feines Sieb passiert, um alle festen Eibestandteile zu entfernen. Die Mischung wird danach in siedenden Zuckersirup gegossen (ca. 2500 g/L) durch einen speziellen Trichter mit einer engen Öffnung, welcher umherbewegt werden muss, damit sich die Stränge nicht berühren, bevor sie gestockt sind. Das Kochen sollte in kleinen Mengen erfolgen. Die Stränge müssen mit Hilfe eines Schaumlöffels in den Sirup gedrückt werden, dort für ungefähr 30 Sekunden verweilen, dann entfernt, in Eiswasser getaucht, leicht zusammengedrückt, in kalten leichteren Sirup getunkt (ca. 400 g / L), erneut zusammengedrückt und dann luftgetrocknet werden.
In Thailand wird der heiße Sirup oft mit Rosenwasser oder Jasmin-Essenz aromatisiert.